# Wu Jingyu
Wu Jingyu (吴静钰S; Jingdezhen, 1º febbraio 1987) è una taekwondoka cinese.
Ha vinto la medaglia d'oro ai Giochi olimpici a Pechino 2008 e a Londra 2012 nella categoria 49 kg. Ha anche vinto numerose medaglie ai Campionati mondiali e ai Giochi asiatici.

## Palmarès

### Giochi olimpici
- Oro a Pechino 2008 (cat. 49 kg)
- Oro a Londra 2012 (cat. 49 kg)

### Mondiali
- Oro a Pechino 2007 (cat. 47 kg)
- Bronzo a Copenaghen 2009 (cat. 49 kg)
- Oro a Gyeongju 2011 (cat. 49 kg)
- Argento a Čeljabinsk 2015 (cat. 49 kg)
- Argento a Manchester 2019 (cat. 49 kg)

### Giochi asiatici
- Oro a Doha 2006 (cat. 47 kg)
- Oro a Canton 2010 (cat. 49 kg)
- Bronzo a Incheon 2014 (cat. 49 kg)

### Campionati asiatici
- Argento a Bangkok 2006 (cat. 47 kg)
- Argento a Luoyang 2008 (cat. 51 kg)
- Oro a Astana 2010 (cat. 49 kg)